# Распространение ислама в Иране

Флаг Исламской Республики Иран

Распространение ислама в Иране — процесс усвоения культурных достижений исламской цивилизации населением Ирана.
Ислам пришёл в Иран с арабскими завоевателями в VII веке, что привело к вытеснению из Персии зороастризма. В 1501 году шах Исмаил I утвердил шиитский ислам государственной религией Империи Сефевидов. В первой половине XX века значение ислама в политике Ирана было минимальным, однако Белая революция, вестернизация и насильственная де-исламизация, проводимые шахом Мохаммадом Резой Пехлеви с участием министров- этнических азербайджанцев из общины бахаи, привели к радикализации иранского общества и Исламской революции 1979 года. Иран был преобразован в исламскую республику, и к власти в Совете Исламской Революции и в должности главы государства — рахбара — пришли представители духовенства шиитов-двунадесятников, в то же время меджлис и глава исполнительной власти — президент — избираются демократическим путём, и неоднократно и президент, и большинство меджлиса выбирались из числа людей, не одобрявшихся рахбаром.
98 % всех граждан Ирана исповедуют ислам, из них 90 % — шииты (персы, азербайджанцы, мазендеранцы, талыши, гилянцы, арабы), 8 % — сунниты (курды, белуджи, туркмены).

## Влияние исламизации на культуру Ирана
Завоевание Ирана мусульманами привело к значительным переменам в культуре этой страны. Новый персидский язык, фарси, подвергся значительному влиянию арабского. Из арабского языка был заимствован алфавит, некоторые грамматические конструкции и самоназвание.

## Влияние иранской культуры на ислам
Несмотря на исламизацию, Иран не подвергся арабизации, как многие страны Ближнего и Среднего Востока. В то же время, влияние Ирана на исламский мир трудно переоценить. Халифат заимствовал большую часть сасанидской структуры управления (диван, визири и т. д.), традиции сасанидского судопроизводства вошли в исламскую практику. Исламская архитектура подверглась существенному влиянию архитектурной традиции сасанидского Ирана. На персидский язык были переведены Коран и труды арабских ученых по философии, истории, медицине, математике и т. д. Персидский язык стал вторым по значимости для исламского мира после арабского.